# Carsten Hahn
Carsten Hahn (* 6. Juni 1965 in Frankfurt am Main) ist ein deutscher Jurist und seit Ende 2011 Richter am Bundesverwaltungsgericht (BVerwG).

## Karriere
Seinen beruflichen Werdegang begann Carsten Hahn im Juni 1995 beim Ministerium der Justiz und für Bundes- und Europaangelegenheiten des Landes Brandenburg. Es folgte eine Tätigkeit als Richter kraft Auftrags am Verwaltungsgericht Potsdam. 1998 wurde er zum Richter am Verwaltungsgericht ernannt und zum Verwaltungsgericht in Potsdam versetzt. Von dort wurde er sowohl zum Verfassungsgericht des Landes Brandenburg und an das Oberverwaltungsgericht für das Land Brandenburg abgeordnet und 2003 zum Richter am Oberverwaltungsgericht Brandenburgs ernannt. Im Dezember 2011 wurde er Richter am Bundesverwaltungsgericht.